# Nogometni klub Krka Novo mesto
Nogometni klub Krka Novo mesto, krajše NK Krka, ali samo Krka, je slovenski nogometni klub. Svoje tekme igra na stadionu Portoval v Novem mestu.

## Uspehi
- Prva slovenska nogometna liga

( 7.mesto ) 1992–93, 2014/15 ( 9.mesto ) 2013/14
- Pokal Slovenije

Polfinalisti( 4 x ): 1992–93, 1993–94, 1997–98, 2000–01
- Druga slovenska nogometna liga

( 1.mesto ) 1991–92, 2012/13
- Tretja slovenska nogometna liga

( 1.mesto )1996–97, 2006–07, 2011–12

## Zgodovina imena kluba
- NK Elan

1922–1992
- Studio D

1992–1993
- NK Krka Novoterm

1993–1994
- NK Elan

1994–2000
- Elan Granit Commerce

2000–2001
- NK Elan

2001–2005
- NK Krka

2005–